# Bätterkinden
Bätterkinden (toponimo tedesco) è un comune svizzero di 3 246 abitanti del Canton Berna, nella regione dell'Emmental-Alta Argovia (circondario dell'Emmental).

## Monumenti e luoghi d'interesse

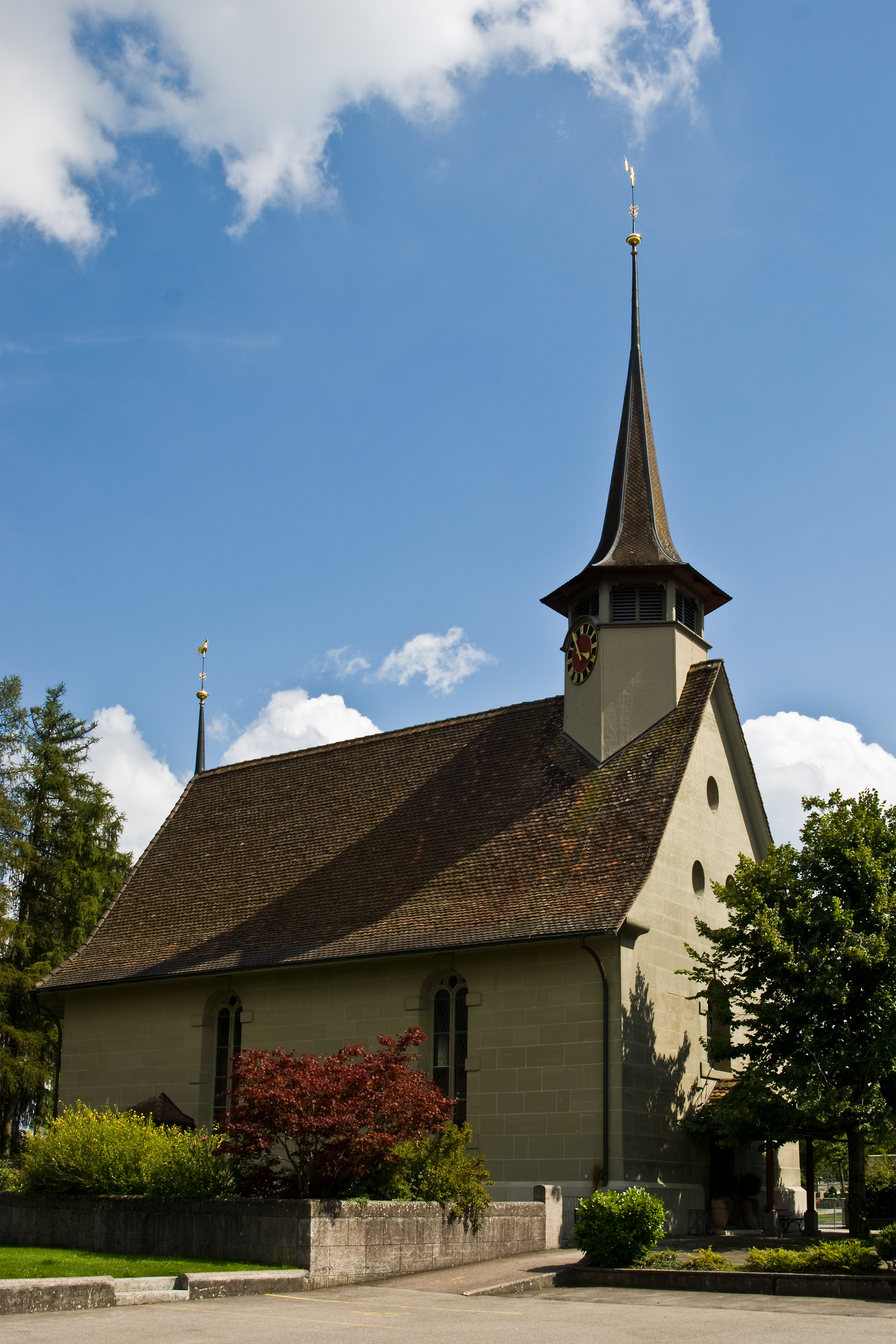
La chiesa riformata

- Chiesa riformata (già di San Giacomo), attestata dal 1275 e ricostruita nel 1664[1].

## Società

### Evoluzione demografica
L'evoluzione demografica è riportata nella seguente tabella:
Abitanti censiti

## Infrastrutture e trasporti

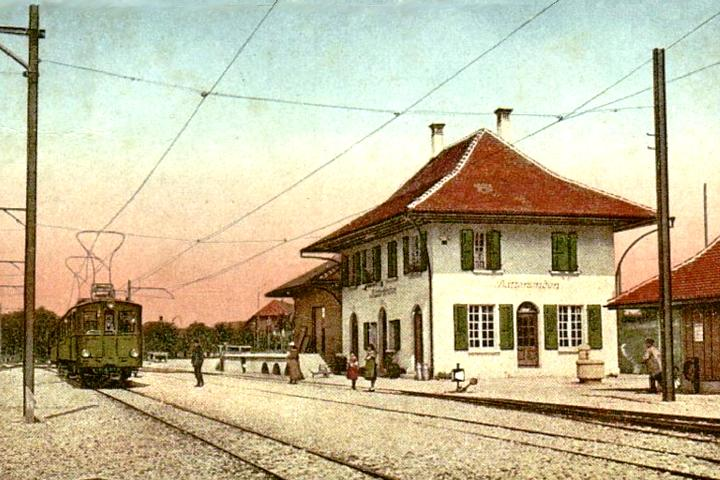
La stazione di Bätterkinden

Bätterkinden è servito dall'omonima stazione sulla ferrovia Berna-Soletta.

## Amministrazione
Ogni famiglia originaria del luogo fa parte del cosiddetto comune patriziale e ha la responsabilità della manutenzione di ogni bene ricadente all'interno dei confini del comune.